# 바이두 칸

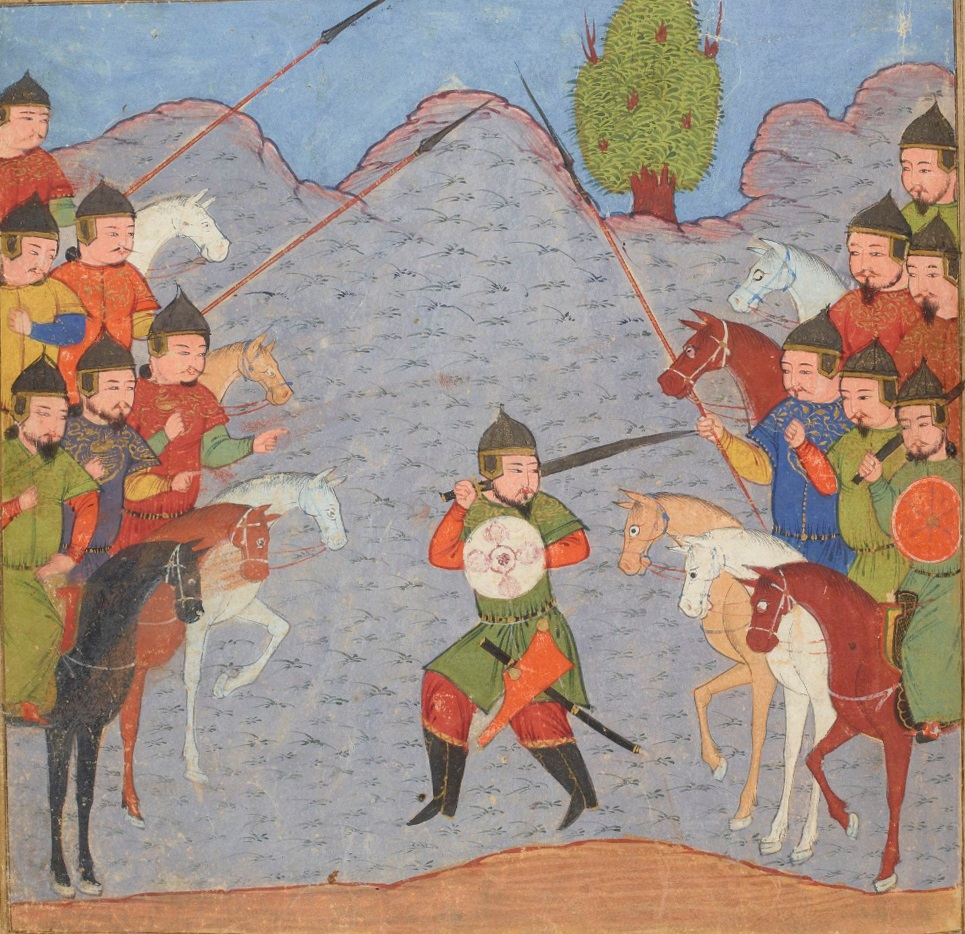

바이두(Baidu, ? ~ 1295년)는 일 한국의 제 6대 칸이다. 1295년 그의 4촌 가이하투를 계승하였다.
훌라구 칸의 다섯째 아들인 타라카이의 아들이다. 그의 아버지 타라카이는 이란으로 가던 중 낙뢰를 맞고 죽었다. 가이하투는 타가차르가 이끄는 집단에 의해 피살되었다. 그는 바이두를 즉위시켰다. 그의 아래에서 일 한국이 갈라졌다.
바이두는 기독교를 매우 좋아했기 때문에, 추종자들에 의해 가잔을 제거할 것을 요구받았다. 그러나 바이두는 그것을 거절하였다. 결국 마흐무드 가잔과 내전이 발생하고 바이두는 아제르바이잔에서 탈출하여 조지아로 달아났다. 그러나 나키체반 근처에서 잡혀, 즉위한 지 5개월 만에 그는 처형되었다. 1295년을 기점으로 몽골계 국가들은 중동에서 고전을 면치 못하게 되고, 결국 약 40년후인 1335녀에 중동에서 완전히 철수한다.
| 전임 가이하투 | 제6대 일한국의 칸 1295년 | 후임 가잔 |